# 德塞切奧島
18°23′14″N 67°28′19″W / 18.38722°N 67.47194°W

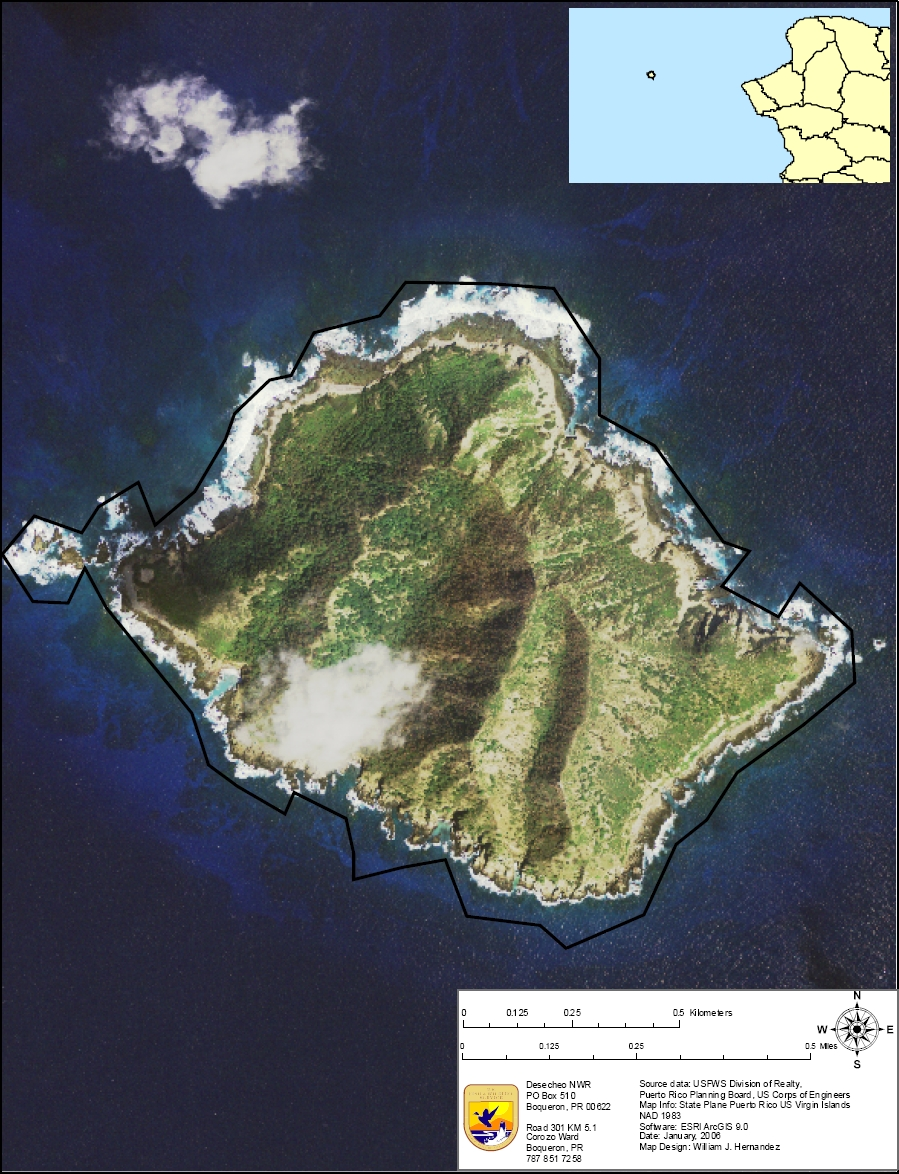

德塞切奧島是波多黎各的島嶼，位於莫納海峽東北部，長1.8公里、寬1.1公里，面積1.52平方公里，最高點海拔高度218米，每年平均降雨量1,020毫米，島上無人居住。

## 外部連結
- Desecheo Island National Wildlife Refuge website（页面存档备份，存于）